# Paeonia officinalis
Espèce
Classification phylogénétique
Statut de conservation UICN

 LC  : Préoccupation mineure
La Pivoine officinale (Paeonia officinalis) est une espèce de plantes herbacées de 30 cm à 1 mètre de haut, de la famille des Paeoniaceae, originaire d'Europe méridionale et centrale.

## Histoire
Le médecin grec du Ier siècle, Dioscoride, décrivit deux pivoines qu'il appela mâle et femelle, correspondant aux actuelles Paeonia mascula et P. officinalis. À l'origine de la nomenclature moderne, Linné unifia toutes les pivoines connues de lui sous le nom de Paeonia officinalis avec deux variétés, feminea et mascula. Sous l'espèce P. officinalis, il regroupait ainsi les plantes actuellement dénommées P. officinalis, P. mascula et P. clusii.
Cette espèce, très polymorphe, a été subdivisée en plusieurs sous-espèces :
- humilis (Retz.) Cullen & Heywood
- villosa (Huth) Cullen & Heywood
- huthii Soldano 1993
- officinalis Passal. & Bernardo 2004
- banatica (Rochel) Soo 1945
- microcarpa (Boiss. & Reut.) Nym. 1878

## Description
La pivoine officinale est une plante herbacée, pérenne, pouvant atteindre jusqu'à 70 cm de hauteur, comportant une ou plusieurs tiges simples et des feuilles qui disparaissent l'hiver (géophyte).
Les feuilles caulinaires, pétiolées, atteignent 30 cm de diamètre et sont triséquées (les divisions du 1er ordre pennatiséquées, celles du 2e ordre pennatifides). Elles sont d'un vert sombre (non glauque comme P. mascula), glabres au-dessus, grises et pubescentes de poils appliqués en dessous. Les segments sont assez étroits, lancéolés.
La tige florifère porte une fleur solitaire, terminale, comportant 5 sépales inégaux, vert rouge, persistant après la floraison et 5-10 pétales rouges de 4-8 cm, ovales. Les nombreuses étamines aux filets rouges, soudées à la base en un disque nectarifère charnu, portent des anthères plus courtes que les filets. Les carpelles au nombre de 2 ou 3, sont densément tomenteux. La production pollinique est massive (2,5 millions de grains de pollen par fleur). Les pollinisateurs sont surtout des abeilles.
La floraison a lieu de mai à juin.
Le fruit est formé de 2-3 (4) follicules blancs tomenteux.

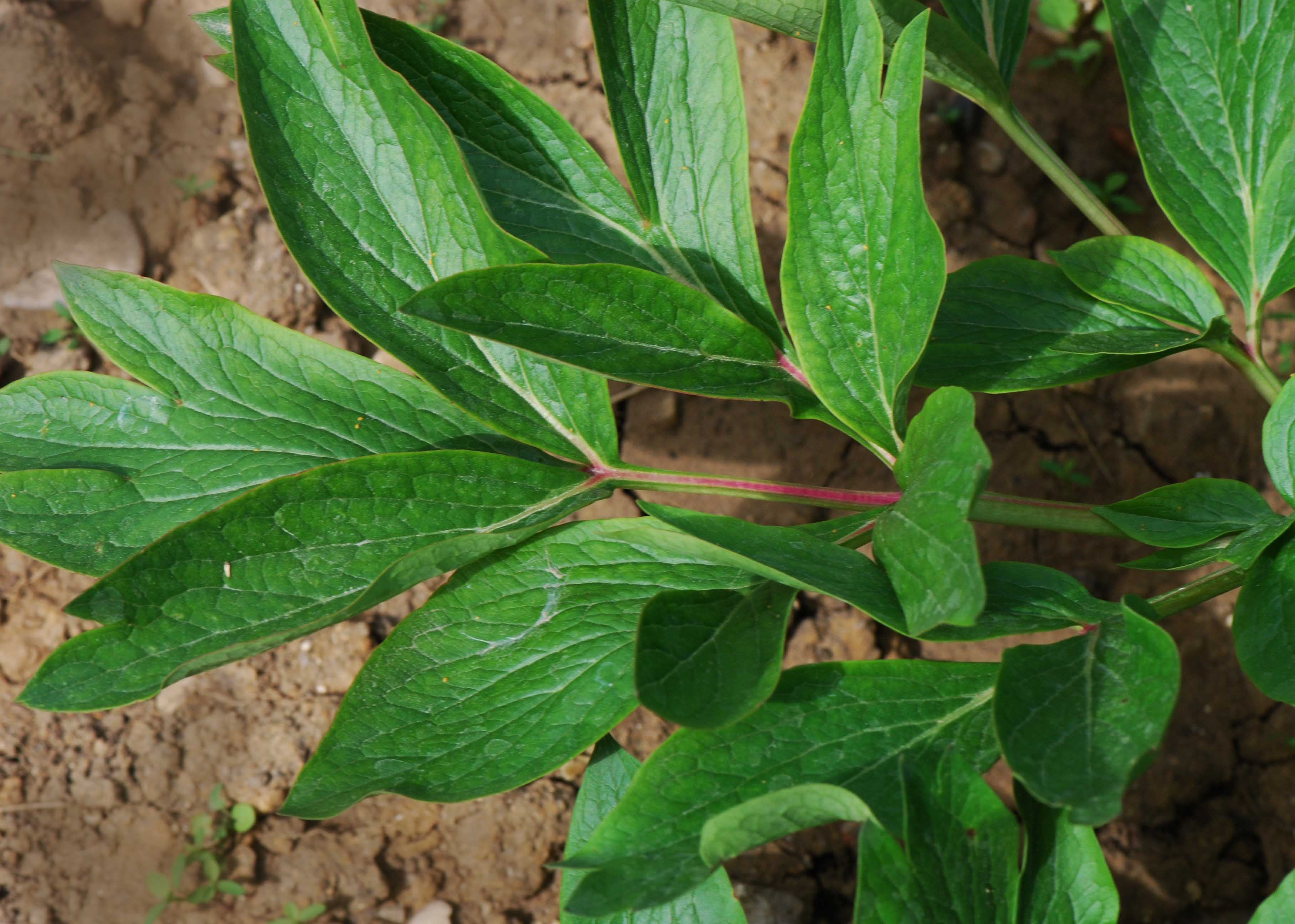
P. officinalis ssp officinalis, feuille.
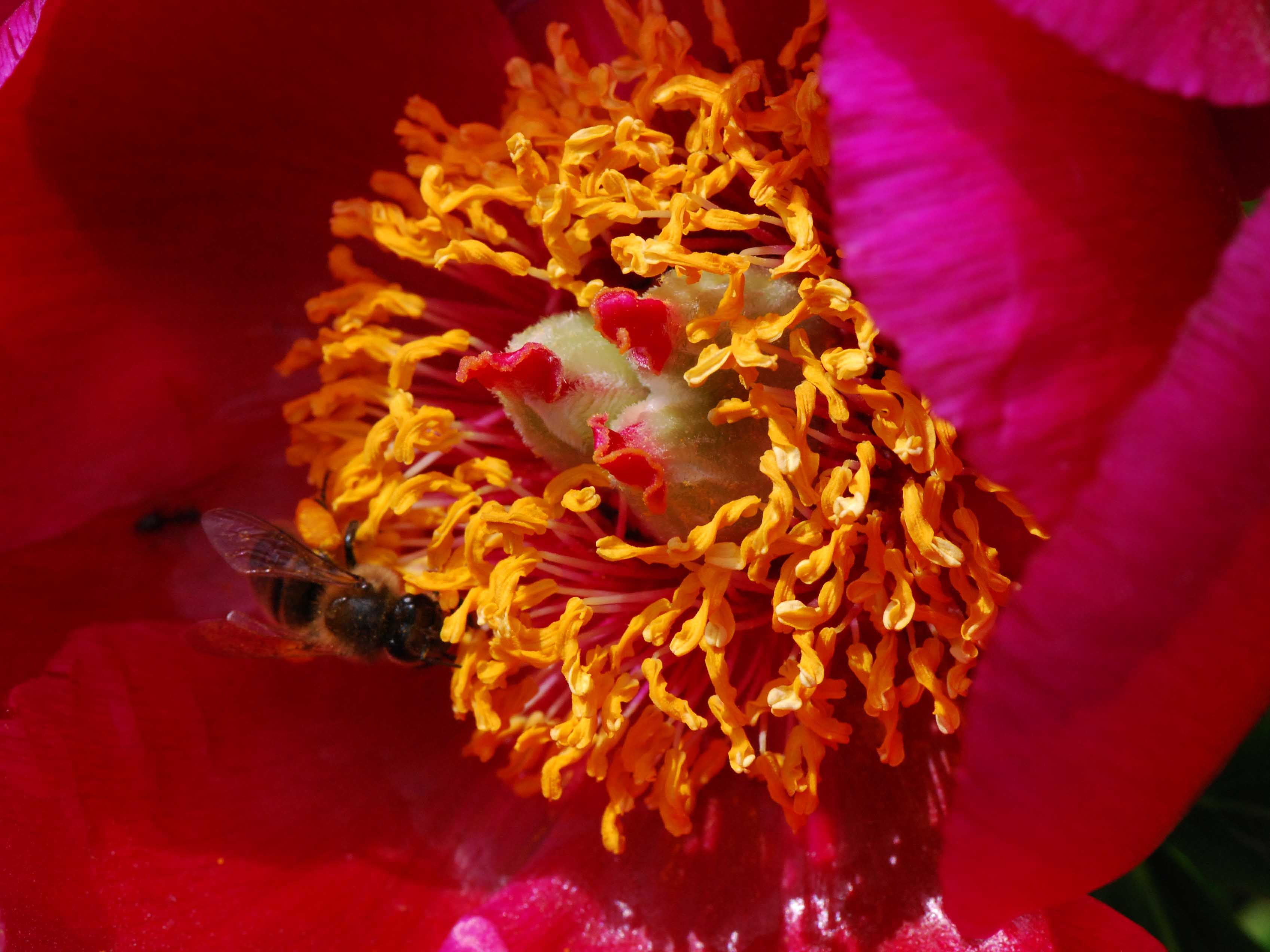
P. officinalis ssp officinalis, pollinisation.
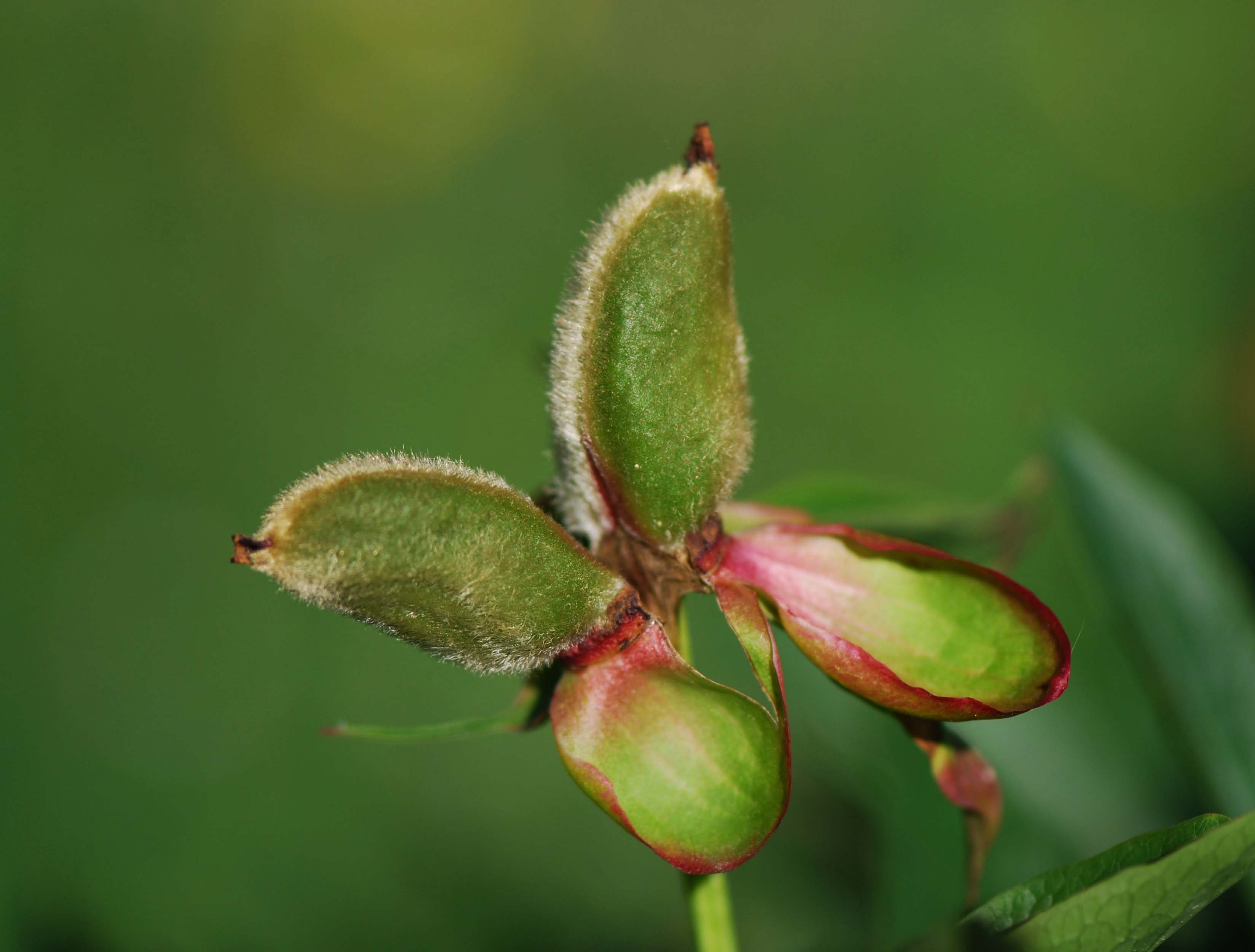
Fruit : 2 follicules pubescents et calice persistant.
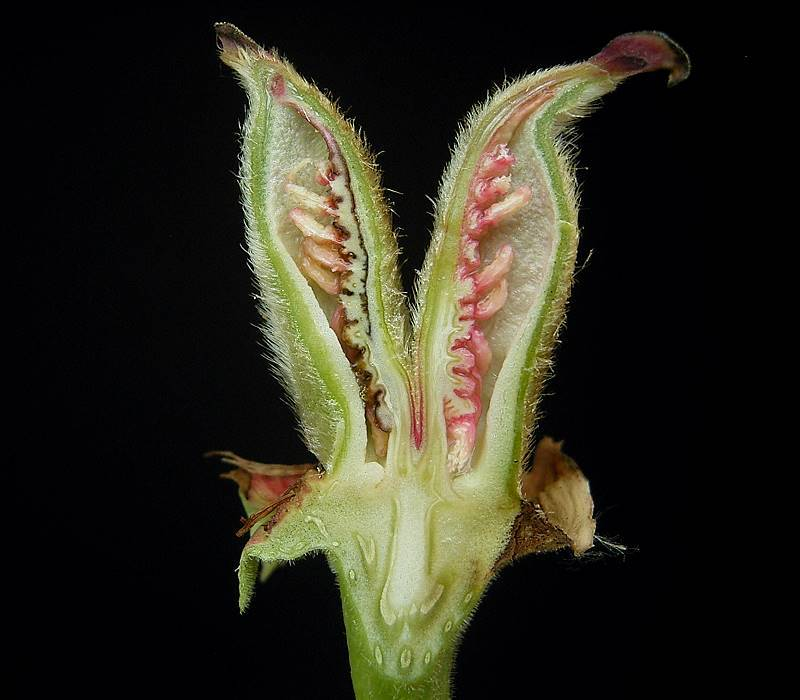
Coupe de follicule.
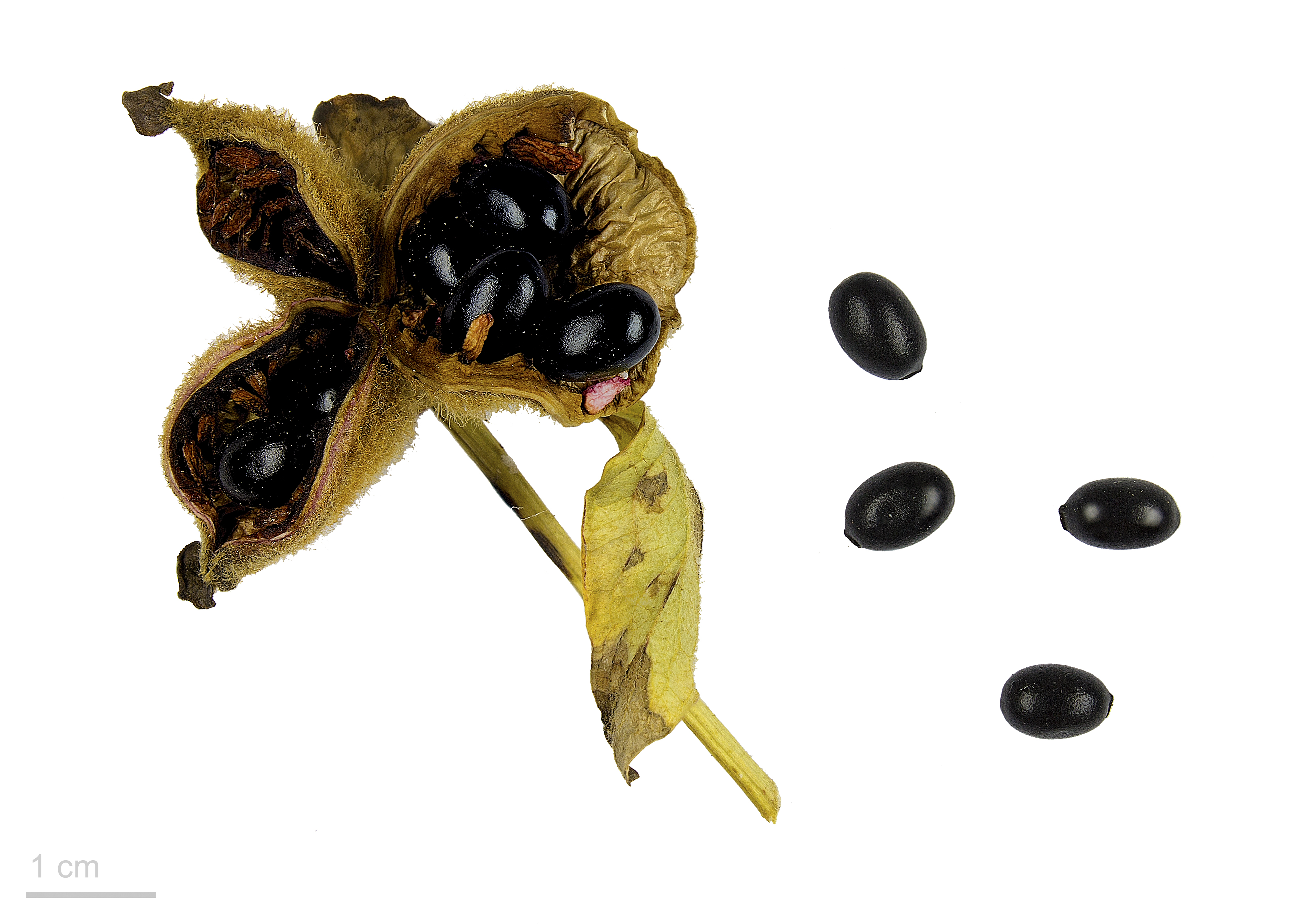
Fruit sec et graines - Muséum de Toulouse.

## Écologie
La pivoine officinale vit dans les broussailles herbeuses et les prairies, dans les montagnes du Midi, généralement sur des sols calcaires. Les clairières jouent un rôle essentiel dans la régénération de l'espèce.
En France, on la trouve en Provence, Languedoc, Roussillon, jusque dans les Hautes-Alpes, la Lozère et l'Aveyron. Les sous-espèces se répartissent ainsi  :
- officinalis, dans les Alpes-de-Haute-Provence
- huthii Soldano, dans les Alpes-Maritimes, les Alpes-de-Haute-Provence, les Hautes-Alpes et le Var
- microcarpa Nyman, dans les Pyrénées-Orientales

La pivoine officinale est présente principalement dans l'ouest et le centre du bassin méditerranéen, du Portugal à l'Albanie, à la Grèce, à l'Asie Mineure et à l'Arménie. Elle atteint vers le nord les Alpes et le bassin hongrois du Danube.
Elle est inscrite sur le livre rouge des espèces menacées.

## Utilisations
Au Moyen Âge, elle était cultivée dans les jardins de simples pour ses propriétés médicinales. On en faisait des amulettes contre l'épilepsie. La racine était hautement prisée comme remède anti-épileptique, accessoirement antispasmodique et narcotique. Les fleurs ont aussi été prescrites sous forme de sirop jusqu'au XIXe siècle.
L'analyse biochimique a montré la présence de paeniflorine, un alcaloïde sédatif, analgésique et anticonvulsifiant qui pourrait expliquer cet ancien usage de "grand remède". La pivoine officinale contient aussi de la paenol, connue pour ses propriétés analgésiques, antispasmodiques et anti-inflammatoires. Pour ne plus faire de cauchemars, les gens se confectionnaient des colliers de germes de pivoines qu'ils portaient sur eux la nuit.
Jusqu'à la fin du Moyen âge, les pivoines n'étaient utilisées qu'à des fins médicinales et magiques.
Les premières variétés horticoles sont apparues à la fin du XVIe siècle. Elles sont toujours cultivées de nos jours.